# Hällingsåfallet
Hällingsåfallet er et vandfald, og siden 1971 et naturreservat, i Strömsunds kommun i det nordligste Jämtland i det nordlige Sverige. Vandfaldet ligger i Hallingsån, er 42 meter højt og løber gennem en 800 meter lang kløft. 10 hektar af området omkring vandfaldet udgør i dag et Natura 2000-dedikeret område. Naturreservatet udgøres af én hektar med alpine vandløb med urterig strandvegetation, ½ hektar basiske højlandsskrænter, ½ hektar silikate højlandsskrænter og otte hektar vestlig taiga. På grund af den høje luftfugtighed findes der mange rødlistede arter, hvoraf to lavarter er akut truede.